# 大吕勒库尔
大吕勒库尔（法語：Grand-Rullecourt，法語發音：[ɡʁɑ̃ ʁylkuʁ]）是法国上法蘭西大區加来海峡省的一个市镇，属于阿拉斯区。

## 地理
大吕勒库尔（50°15'16"N, 2°28'27"E）面积10.71 平方千米，位于法国上法蘭西大區加来海峡省，该省份为法国北部沿海省份，西北濒北海，南至索姆省，东临北部省。
与大吕勒库尔接壤的市镇（或旧市镇、城区）包括：博福尔-布拉万库尔、利安库尔、松布兰、叙圣莱热、瓦尔吕泽勒、阿韦讷勒孔特、贝朗库尔勒科鲁瓦。

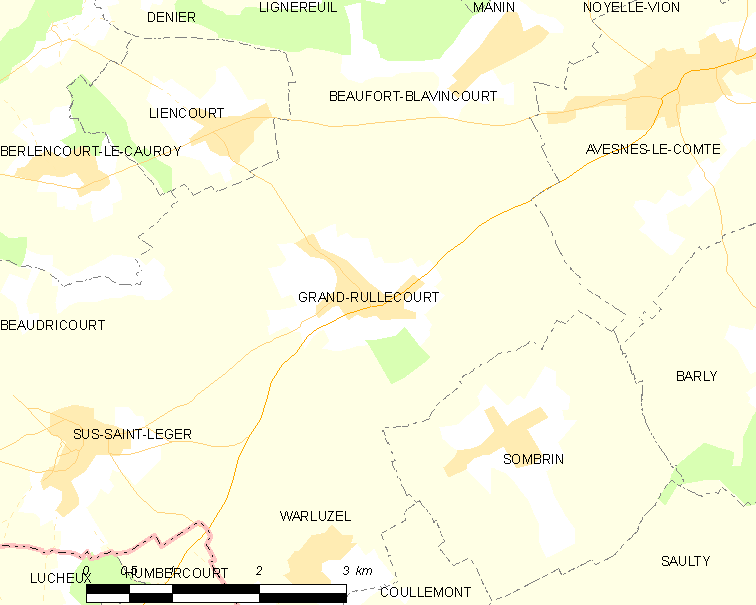
大吕勒库尔的OSM定位图

大吕勒库尔的时区为UTC+01:00、UTC+02:00（夏令时）。

## 行政
大吕勒库尔的邮政编码为62810，INSEE市镇编码为62385。

## 政治
大吕勒库尔所属的省级选区为阿韦讷勒孔特县。

## 人口

1962-2008年间大吕勒库尔人口变化图示

大吕勒库尔于2022年1月1日时的人口数量为380人。